# Шишкин, Вадим
Вадим Шишкин (укр. Вадим Шишкін род. 4 марта 1969) — украинский шахматист, гроссмейстер (2007).
Чемпион Украины 2014 года в составе клуба «Абсолют» (Тернополь).
Чемпион Киева (2003 и 2007). Победитель Мемориала Геллера (Одесса, 2005) и Мемориала Ласкера (Барлинек, 2006).
Наивысшего рейтинга достиг достиг 1 января 2006 года, с отметкой 2545 пунктов делил 25-26 позиции в рейтинг-листе украинских шахматистов.

## Изменения рейтинга
| Графики недоступны из-за технических проблем. См. информацию на Фабрикаторе и на mediawiki.org. |